# Faruk Bal

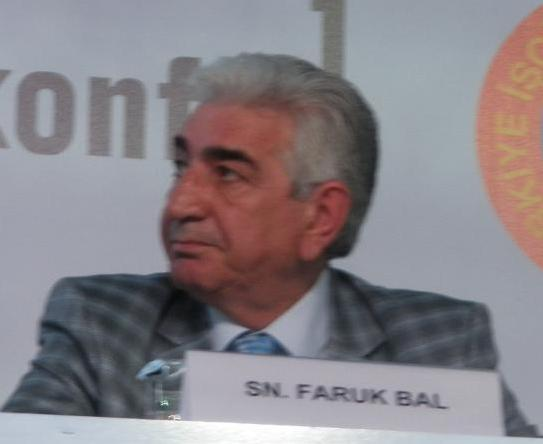
Faruk Bal

Faruk Bal (* 28. Oktober 1950 in Argıthanı, Ilgın, Konya) ist ein türkischer Politiker und Generalsekretär der rechtsextremen Partei der Nationalistischen Bewegung (MHP).
Er vollendete die Fakultät für Jura der Universität Istanbul und wurde Richter, arbeitete 1996–1997 in der Generaldirektion für Rechtsfragen des Ministeriums für Justiz sowie in der Generaldirektion für Personal des Justizministeriums. Bei den Wahlen 1999 wurde er erstmals für Konya in die Große Nationalversammlung gewählt. Er wurde unter dem DSP-Ministerpräsidenten Bülent Ecevit Staatsminister im Kabinett Ecevit V. Bal wurde bei den Wahlen von 2007 und bei den Wahlen von 2011 ins Parlament wiedergewählt. Er wurde Vorsitzender der Kommission für Inneres im Parlament und ist Generalsekretär der Parlamentarischen Freundschaftsgruppe zwischen der Türkei und Japan. Zudem war er Mitglied der Parlamentarischen Versammlung des Europarates.
Er ist verheiratet und hat vier Kinder.